# Calozenillia africana
Calozenillia africana là một loài ruồi trong họ Tachinidae.